# Sandi Thom
Pour les articles homonymes, voir Thom.

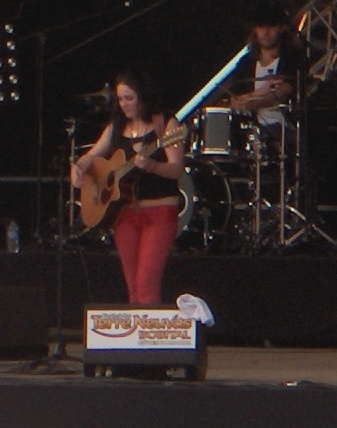
Sandi Thom au Festival des Terre-Neuvas en 2007.

Alexandria « Sandi » Thom est une chanteuse écossaise née le 11 août 1981 à Banff dans l'Aberdeenshire.
Son père est écossais et sa mère irlandaise.
Sandi Thom a organisé 21 concerts du 24 février au 16 mars 2006 dans son propre appartement et filmés par une webcam. Avec 70 spectateurs le premier soir, le bouche à oreille aidant, elle s'est retrouvée avec une audience record de 70 000 personnes en trois semaines.
Elle a été contactée par plusieurs majors du disque avant de signer avec Sony le 3 avril 2006. Son premier album, Smile... It Confuses People, est sorti le 5 juin 2006.

## Discographie

### Albums
- 2006 : Smile… It Confuses People
- 2008 : The Pink & The Lily
- 2010 : Merchants And Thieves
- 2012 : Flesh And Blood
- 2013 : Covers Collection
- 2019 : Ghosts

### Compilation
- 2009 : The Best of Sandi Thom

### Albums lives
- 2009 : Live
- 2010 : Live Sessions

### Singles
- 2006 : I Wish I Was A Punk Rocker (with Flowers in My Hair)
- 2006 : What If I'm Right
- 2006 : Lonely Girl
- 2007 : When horsepower mean what it said
- 2008 : The Devil's Beat
- 2008 : Saturday night
- 2010 : This Ol' World (Feat. Joe Bonamassa)
- 2010 : Gold Dust
- 2012 : Sun Comes Crashing Down
- 2012 : Big Ones Get Away (with Buffy Sainte-Marie)
- 2012 : Flesh and Blood
- 2013 : Love You Like a Lunatic
- 2015 : Earthquake
- 2016 : I Wish I Was a Punk Rocker (Morlando Remix)
- 2017 : Tightrope
- 2018 : Logans song
- 2018 : Ghosts (feat Byron Gindra)
- 2019 : World War 1